# アン・シャーリー (アニメ)
『アン・シャーリー』（英: Anne Shirley）は、L・M・モンゴメリによる長編小説『赤毛のアン』を原作としたアンサー・スタジオ制作による日本のテレビアニメ作品。2025年4月5日よりNHK Eテレにて放送中。
1979年に放送された世界名作劇場『赤毛のアン』から始まり、赤毛のアンを原作としたテレビアニメ作品としては『こんにちは アン 〜Before Green Gables』以来となる本作は、老兄妹のマリラとマシュウに引き取られた孤児のアンが少女から女性へと成長していく過程を「アンとマリラ、マシュウという新しい家族の絆」「アンとダイアナの友情」「アンとギルバートのロマンス」の3つの柱から物語を描いていく。
作品のキャッチコピーは「“想像すること、とめられない。”「赤毛のアン」を知る人も、知らない人も、すべての人たちへ。」。

## あらすじ
プリンス・エドワード島に位置するグリーン・ゲイブルズに、孤児である11歳の少女アン・シャーリーが引き取られる。本来、老兄妹であるマシュウ・カスバートとマリラ・カスバートは、男児を望んでいたが、手違いによりアンが送られてきた。兄のマシュウはアンを家に迎えることを望み、当初は孤児院へ返す意向であったマリラも、アンの境遇を知り、引き取ることを決める。アンはグリーン・ゲイブルズでの生活の中で、学業上の競争相手となるギルバート・ブライスや、生涯の友人となるダイアナ・バーリーと出会う。また、クラスメイトや教師、地域住民との交流を経て、多くの経験を積みながら成長していく。少女アン・シャーリーが、ひとりの女性として成熟していく過程が描かれる。

## 登場人物
アン・シャーリー
声 - 井上ほの花
本作の主人公。
マリラ・カスバート
声 - 中村綾
マシュウ・カスバート
声 - 松本保典
ギルバート・ブライス
声 - 宮瀬尚也
ダイアナ・バーリー
声 - 宮本侑芽
J.A.ハリソン
声 - 太田光
レイチェル・リンド
声 - 斉藤貴美子
ルビー・ギリス
声 - 雨宮天
ジェーン・アンドリュース
声 - 菊池紗矢香
ジョシー・パイ
声 - 笹森亜希
スペンサー夫人
声 - 中村千絵
フローラ・ジェーン
声 - 千本木彩花
ブリュエット夫人
声 - 田村聖子
エリザ・バーリー
声 - 前田玲奈
ベル牧師
声 - 辻井健吾
メアリー・ベル
声 - 仁見紗綾
テディ・フィリップス
声 - 丹沢晃之
ジミー・グロヴァ
声 - 石毛翔弥
チャーリー・スローン
声 - 沢城千春
キャリー・スローン
声 - 中野さいま
ミニー・メイ・マクファーソン
声 - 西川知奈美
ムーディー・スパージョン・マクファーソン
声 - 虎島貴明
エラ・メイ・マクファーソン
声 - 橘杏咲
ミュリエル・ステイシー
声 - 折笠富美子
アラン夫人
声 - 氷上恭子
ウィリアム・バーリー
声 - 丹沢晃之
フレッド・ライト
声 - 竹内一希（まんじゅう大帝国）
ジュラルダイン
声 - 仁見紗綾
バートラム
声 - 虎島貴明
ハリー・ウィルソン
声 - 安堂ななこ
サム・ボールダー
声 - 仁見紗綾
アリス・ベル
声 - 中野さいま
マーティン・アンドリュース
声 - 石毛翔弥
ルイス・アンドリュース
声 - 浦和希
エバンス夫人
声 - 喜代原まり
プリシラ・グラント
声 - 本泉莉奈
ステラ・メイナード
声 - 高森奈津美

## スタッフ
- 原作 - モンゴメリ著・村岡花子訳「赤毛のアン」シリーズ[1] 『赤毛のアン』『アンの青春』『アンの愛情』[4]
- 監督 - 川又浩[1]
- シリーズ構成 - 高橋ナツコ[7]
- キャラクターデザイン - 土屋堅一[1]
- サブキャラクターデザイン - 渡辺裕二
- 美術監督・設定 - 工藤ただし[6]
- 色彩設計 - 久力志保[6]
- 撮影監督 - 齋藤真次[6]
- CGディレクター - 嶋崎篤士
- 編集 - 白石あかね、松原理恵
- 音響監督 - 小泉紀介[6]
- 音響効果 - 出雲範子
- 音楽 - 大島ミチル[6]
- OP / EDアニメーション 絵コンテ・演出 - 山田尚子[8]
- チーフプロデューサー - 中山佳子、高瀬透子、木曽由香里、金野沙矢香[注 1]
- シニアプロデューサー - 松下洋子
- プロデューサー - 佐藤茂彦、中谷真実、栗山郁弘
- アニメーションプロデューサー - 澤田恭介
- アニメーション制作 - アンサー・スタジオ[1]
- 制作・著作 - アン・シャーリー製作委員会[注 2]

## 製作
監督を務めるアンサー・スタジオの川又浩は、本作のアニメ化決定時の心情として「最初お話を伺った時は率直に驚いた」と述べており、「私自身も好きなタイトルなのでとても嬉しかったのですが、世界中の方々に愛されている作品ですので、楽しみや喜びよりもプレッシャーが大きかったのが正直な感想です。」と語っている。
本作のアニメ化における表現に関して、川又は「過去にアニメや実写、舞台など多くの作品がありますから人それぞれのアン・シャーリー像があると思います。今回はそのイメージにとらわれずもう一度原作と向き合い、自分なりの解釈でアンを表現してみました。」と語っている。
本作のキャラクターに込めた思いとして、キャラクターデザインを務めるアンサー・スタジオの土屋堅一は以下のように語っている。

## 主題歌
「予感」
とたによるオープニングテーマ。作詞・作曲はとた。編曲は出羽良彰。
「heart」
Laura day romanceによるエンディングテーマ。作詞・作曲は鈴木迅。

## 各話リスト
| 話数     | サブタイトル                                                                        | 脚本       | 絵コンテ         | 演出                  | 作画監督 | 初放送日      |
| -------- | ----------------------------------------------------------------------------------- | ---------- | ---------------- | --------------------- | --- | ------------- |
| 第一話   | 世界って、とてもおもしろいところね                                                  | 高橋ナツコ | 川又浩           | 川又浩                | 渡辺裕二 斎藤直子 | 2025年 4月5日 |
| 第二話   | あたし、きれいなものが好き                                                          | 高橋ナツコ | 川又浩           | 山内東生雄            | 斎藤直子 さとう沙名栄 日下岳史 金野賢 柴田知波 宮本武史                                                                                    | 4月12日       |
| 第三話   | 何かを楽しみにして待つということが、 その嬉しいことの半分に当たるのよ               | 平見瞠     | 戸川順一         | 杉山正樹              | 渡辺裕二 | 4月19日       |
| 第四話   | こんなおもしろい世界で、 いつまでも悲しんじゃいられないわ                           | リンリン   | 奥村よしあき     | 又野弘道              | 山﨑展義 地崎剛 松本勝次 | 4月26日       |
| 第五話   | ものごとの明るいほうを考えましょう                                                  | 高橋ナツコ | 上原秀明         | 粟井重紀              | 桜井木ノ実 李芸真 山本まゆみ ギモン 増毛七村 飯飼一幸 トランホアン ヴィヴァン 杜衛峰 魏旭龍 谢鑫                                           | 5月3日        |
| 第六話   | 赤毛くらい、 いやなものはないと思っていたの                                         | 平見瞠     | 三浦陽           | 佐野真司              | 斎藤直子 | 5月10日       |
| 第七話   | 失敗ばかりしてきたけど、 一つするたびに自分の悪い部分が直っていくの                 | リンリン   | 川又浩           | 杉山正樹              | 渡辺裕二 | 5月17日       |
| 第八話   | あたしは、自分の他、誰にもなりたくないの                                            | 高橋ナツコ | 大原実           | 細田雅弘              | 山﨑展義 長田絵里 樽澤雄二 地崎剛 | 5月24日       |
| 第九話   | 一生懸命にやって勝つことの次にいいのは、 一生懸命やって負けることなのよ             | リンリン   | 川又浩           | 佐野真司              | 桜井木ノ実 李芸真 高橋昌大 増毛七村 飯飼一幸 廖雪宇 陳亮 李良鵬 千影 チャンホアン                                                          | 5月31日       |
| 第十話   | 曲がり角をまがった先に何があるかは、わからない でも、きっと一番良いものに違いないの | 高橋ナツコ | 戸川順一         | 佐野真司              | 斎藤直子 | 6月7日        |
| 第十一話 | あたしは人生を美しいものにしたいの                                                  | 平見瞠     | 大原実           | 粟井重紀              | 桜井木ノ実 李芸真 山本まゆみ 工藤昌大 南伸一郎 花輪美幸 飯飼一幸 トランホアン ヴィヴァン 無錫星月影視動画制作有限公司 キキシン動画有限公司 | 6月14日       |
| 第十二話 | あたしたちは自分を必要としてくれる人を 好きになるんじゃないかしら                   | リンリン   | ワタナベシンイチ | 杉山正樹              | 渡辺裕二 | 6月21日       |
| 第十三話 | 素晴らしいことが起こると思うと、 あたし想像の翼に乗って飛び上がるの                 | リンリン   | ワタナベシンイチ | 加藤顕                | 葛歓 趙玲 李文静 姚遠 顧金秋 杨国福 STUDIO MASSKET                                                                                         | 6月28日       |
| 第十四話 | 本物の王子様が、 本物のお姫様に会いに来るのに、 遅すぎることはありませんわ          | 平見瞠     | 中島深           | 杉山正樹              | 斎藤直子 さとう沙名栄 丸山千絵 | 7月5日        |
| 第十五話 | 世界の果てにいても、飛んでいくわ                                                    | 高橋ナツコ | 大原実           | 吾妻たかあき 新子太一 | 鎖鎖 周玄 蔣杭岑 李欣然 李文婧 崔芝蘭 宁贞嘉 王昱凯 武釗 魏周笑 郭余楽                                                                     | 7月12日       |
| 第十六話 | 知りたいとも思わない。 分からない方が素敵だから                                     | リンリン   | 三浦陽           | 佐野真司              | 渡辺裕二 | 7月19日       |
| 第十七話 | すべてを一変させる原動力 それは愛情なの                                             | 高橋ナツコ | 大原実           | 吾妻たかあき 新子太一 | 楊鎮宇 陳瑜 李茹雪 李傑 孫偉 孙伟 李杰 陈建强 牟鑫 武釗 郭余楽 骨架 蒙润天 狼嚎                                                            | 7月26日       |
| 第十八話 | 本を開いたら昨日のバラが 美しくよみがえってきたような気持ち                         | リンリン   | 戸川順一         | 西山祐樹              | 葛歓 趙玲 李文静 姚遠 顧金秋 杨国福 STUDIO MASSKET                                                                                         | 8月2日        |

## 放送局
| 放送期間       | 放送時間           | 放送局    | 対象地域 | 備考                        |
| -------------- | ------------------ | --------- | -------- | --------------------------- |
| 2025年4月5日 - | 土曜 18:25 - 18:50 | NHK Eテレ | 日本全域 | 字幕放送 / リピート放送あり |

| 配信開始日   | 配信時間                      | 配信サイト |
| ------------ | ----------------------------- | --- |
| 2025年4月5日 | 初回終了3時間後 更新          | アニメタイムズ Lemino |
| 2025年4月8日 | 火曜 0:00（月曜深夜）以降更新 | ABEMA dアニメストア DMM TV FOD J:COM STREAM milplus TELASA U-NEXT アニメ放題 バンダイチャンネル Amazon Prime Video WOWOWオンデマンド |

## 漫画
『B's-LOG COMIC』（KADOKAWA）Vol.144より、モンゴメリ著・村岡花子訳『赤毛のアン』シリーズを原作とし、アニメーションシリーズ『アン・シャーリー』を構成とした、星窪朱子によるコミカライズが2025年1月5日より連載中。
- 構成:アニメーションシリーズ「アン・シャーリー」、原作:モンゴメリ・村岡花子訳 「赤毛のアン」シリーズ（新潮文庫刊）『アン・シャーリー』 KADOKAWA〈B's-LOG COMICS〉、既刊1巻（2025年8月1日現在）
  1. 2025年8月1日発売[13]、ISBN 978-4-04-738531-3